# Gladys Erbetta
Gladys Erbetta, född 28 september 1928, är en argentinsk friidrottare. Hon deltog vid olympiska sommarspelen 1952.